# 그늘정원

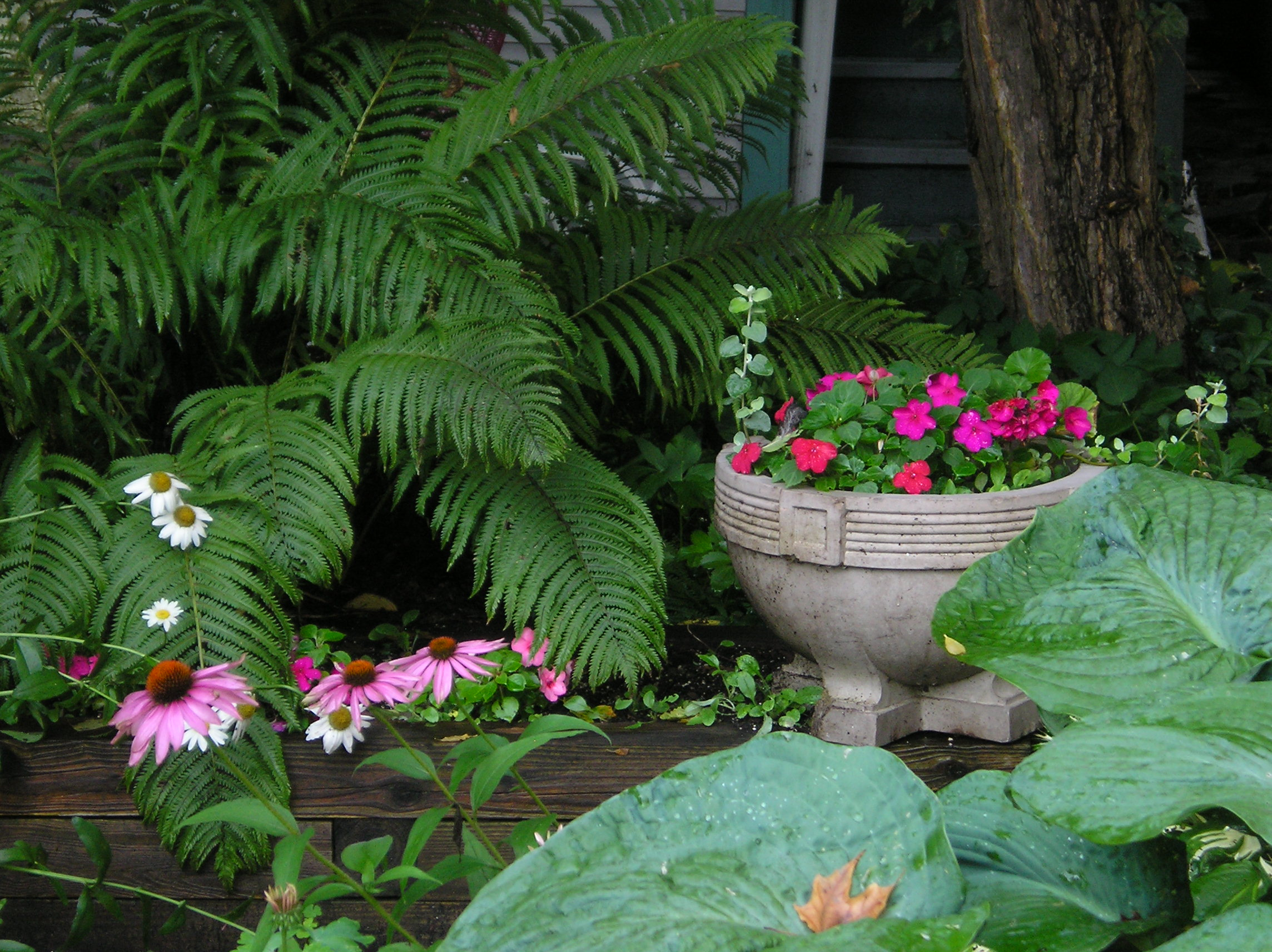
양치류와 작은 꽃은 일반적인 그늘정원 식물이다.

그늘정원(shade garden)은 직사광선이 거의 또는 전혀 없는 지역에 심고 자라는 정원의 일종이다. 그늘정원은 자연적으로 또는 설계에 따라 나무 아래는 물론 건물이나 울타리 옆에도 생길 수 있다. 이러한 스타일의 정원은 특정 식물만이 그늘진 환경에서 자랄 수 있고 그렇지 않은 경우 햇빛에 대한 직접적인 경쟁이 있기 때문에 특정 문제를 제시한다. 그늘진 환경에서 잘 자라는 식용 식물은 거의 없으므로 그늘진 곳에서는 꽃을 키우는 것이 어려울 수도 있지만 그늘진 정원은 일반적으로 관상용 정원이다. "얼룩진 햇빛"(dappled sunlight)이라고도 알려진 밝은 그늘은 허브나 일부 잎채소를 재배하는 데 도움이 될 수 있지만, 빛이 부족한 것 외에도 그늘진 정원을 만드는 나무 및 기타 큰 식물은 토양비옥도에 부정적인 영향을 미칠 수 있다.

## 같이 보기
- 정원 종류